# Hjalmar Söderberg
Hjalmar Emil Fredrik Söderberg (Estocolm, Suècia el 2 de juliol de 1869 - Copenhaguen, Dinamarca el 14 d'octubre de 1941) fou un novel·lista, autor dramàtic i periodista suec.
Va criticar el nazisme amb vehemència en un diari liberal suec anti-nazi.

## Traduccions al català
- El doctor Glas. Traducció de Carolina Moreno Tena. Adesiara editorial, Martorell, 2012.